# Претинья
Делма Гонсалвеш (порт. Delma Gonçalves, 19 мая 1975 года, Рио-де-Жанейро), также известна как Претинья (порт. Pretinha) — бразильская футболистка, нападающий. Дважды серебряный призёр Олимпийских игр. Участница четырёх чемпионатов мира и четырёх Олимпиад.

## Карьера

### Клубы
В футбол начала играть на улице вместе с братьями. В возрасте 14 лет дебютировала за клуб «Менданья». В 1991 году впервые вошла в состав сборной, после чего подписала контракт с «Васку да Гама».
В 2001 году была выбрана на драфте только что созданной лиги WUSA клубом «Вашингтон Фридом». Забила единственный мяч в первом матче в истории Лиги. По окончании сезона 2001 года ее обменяли, и она попала в «Сан-Хосе Сайбер Рэйс».
Главный тренер Сайбер Рэйс Иэн Сойерс перевёл футболистку в полузащиту. В июне 2003 года она сделала дубль в ворота своей бывшей команды — «Вашингтон Фридом». В июле 2003 года получила серьёзную травму во время товарищеского матча сборных Бразилии и США, из-за которой пропустила остаток сезона.
После расформирования WUSA осталась без клуба. На Олимпиаде в Афинах выступала в статусе свободного агента. В 2005 году подписала контракт с японским клубом «Кобе Леонесса», за который выступала до 2008 года.
В 2009 году подписала однолетний контракт с южнокорейским «Инчхон Дэкио» на сумму $31 500.

### Сборная
В 1991 году в возрасте 16-ти лет сыграла за сборную на первом в истории чемпионате мира. Также входила в состав сборной на турниры 1995, 1999 и 2007 годов. Мировое первенство 2003 года пропустила из-за травмы.
Выступала на Олимпийских играх в Атланте, Сиднее, Афинах и Пекине.